# Суман (річка)
Суман (монг. Суман гол) — це невелика річка в Монголії. Вона витікає з озера Терхиїн-Цагаан-Нуур і впадає в річку Чулуут. Довжина річки около 60 км.